# Felsősújtó
Felsősújtó (1899-ig Felső-Sutócz, szlovákul Horné Šútovce) Sújtó településrésze, korábban önálló falu Szlovákiában, a Trencséni kerületben, a Privigyei járásban.

## Fekvése
Privigyétől 8 km-re északnyugatra fekszik. Sújtó keleti felét alkotja.

## Története
A település a 15. században vált ketté Alsó- és Felsősutócra. Felsősutóc a divéki uradalom része volt. 1504-ben Zablathi Lőrinc birtoka. 1553-ban 3 portája létezett. 1556-ban az Ujfalussy családé, később a Splényi, Berényi, Pálffy családoké. 1675-ben 14 gazda és 2 zsellérházat számláltak itt. 1715-ben Alsósutóccal együtt 8 portája adózott. 1778-ban 220 lakosa volt. 
A 18. század végén Vályi András így ír róla: „SUTÓCZ. Alsó, és Felső Sutócz. Két tót falu Nyitra Várm. Alsónak földes Ura Gr. Berényi, Felsőnek pedig B. Splényi Uraságok, lakosaik katolikusok, és másfélék, fekszenek Bajmóczhoz nem meszsze, mellynek filiáji; határbéli földgyeik középszerűek, vagyonnyaik külömbfélék.”
1828-ban 22 házában 154 lakos élt. Lakói mezőgazdasággal, állattartással foglalkoztak.
Fényes Elek 1851-ben kiadott geográfiai szótárában így ír a faluról: „Sutócz (Alsó és Felső), Nyitra vgyében, két egymás mellett levő tót falu, az első 117 kath., a második 154 kath. lak. F. u. többen. Ut. p. N. Tapolcsány.”
Borovszky Samu monográfiasorozatának Nyitra vármegyét tárgyaló része szerint: „Felső-Sutócz, regényes fekvésü tót község Bajmócztól északnyugotra, 186 r. kath. vallásu lakossal. A falu utczáját patak szeli át. A község postája Bajmócz, távirója és vasúti állomása Privigye. Földesurai már 1315-ben a Divékiek és később az ezektől származó Rudnayak voltak. A községnek Alsó-Sutóczczal együtt közös állami elemi népiskolája van.”
1910-ben 219, túlnyomórészt szlovák lakosa volt. A trianoni diktátumig Nyitra vármegye Privigyei járásához tartozott.
1922-ben egyesítették Alsósújtóval.

## Nevezetességei
- Felsősújtó Szűz Mária tiszteletére szentelt temploma 1920-ból.

## Lásd még
- Sújtó
- Alsósújtó